# Clovis Trouille
Pour les articles homonymes, voir Clovis et Trouille.
Clovis Trouille (La Fère (Aisne), 24 octobre 1889 – Neuilly-sur-Marne (Seine-Saint-Denis), 23 septembre 1975), est un peintre français.
Anticlérical et antimilitariste, il est traumatisé par la Première Guerre mondiale et se définit comme anarchiste,.

## Biographie
Camille Clovis Trouille naît le 24 octobre 1889 à La Fère (Aisne).
Clovis Trouille fréquente l'école des beaux-arts d'Amiens de 1905 à 1910.
En 1907, il remporte le Premier Prix des Beaux-Arts de la ville d'Amiens pour son travail La Jeune Fille blonde,.
Il commence à travailler comme illustrateur et créateur pour la maison de couture Draeger et collabore à la presse locale.
En 1912, mobilisé pour le service militaire, il passe sept ans sous les drapeaux, dont quatre ans pendant la Première Guerre mondiale sur les fronts de Picardie et de Champagne.

### Traumatisé par la Première Guerre mondiale
En 1920, il épouse Jeanne Vallaud, avec qui il a deux filles. Ils s'installent à Paris, où il travaille, à partir de 1925, pendant trente-cinq ans comme maquilleur-retoucheur chez un fabricant de mannequins de vitrines.
Pendant ses loisirs, il peint des toiles où les thèmes de l'anticléricalisme, de l'érotisme, de l'humour macabre et de l'antimilitarisme reviennent en boucle, ridiculisant tous les pouvoirs.
Traumatisé par la Première Guerre mondiale, il se définit comme anarchiste. Il contribue à la presse libertaire dont Le Libertaire et Le Monde libertaire. Athée militant, il s'interroge : « J'ai toujours été contre l'imposture des religions. Est-ce en peignant la cathédrale d'Amiens que j'ai pris conscience de tout ce music-hall ? »

### «Grand maître de cérémonie du tout est permis»
Sa peinture, qui exalte la couleur et l'érotisme, et pourfend « le sabre et le goupillon », est proche de celle des surréalistes, ce qui le fait remarquer en 1930 par Salvador Dalí et André Breton, ce dernier le surnomme affectueusement « Grand maître de cérémonie du tout est permis »,.
En 1930, une de ses œuvres, Remembrance (1930) est exposée au Salon des Artistes et écrivains révolutionnaires. Elle est reproduite, en décembre 1931, dans le troisième numéro de la revue Le Surréalisme au service de la révolution. Clovis Trouille s'éloigne ensuite de ce courant en revendiquant ses influences de la Renaissance. Son œuvre emprunte aussi à la culture de masse, notamment à la bande dessinée et au kitsch.
Entre 1933 et 1935 il figure, avec Jeanne Besnard-Fortin, Julio González et Emmanuel Mané-Katz, « en réaction contre le conformisme des salons officiels », parmi les initiateurs de la création du groupe des Surindépendants. Entre 1941 et 1952, il présente régulièrement des œuvres dans les expositions indépendantes.
Le 12 octobre 1951, il co-signe dans Le Libertaire une « Déclaration préalable » au manifeste « Surréalisme et anarchisme » : « La lutte pour le remplacement des structures sociales et l’activité déployée par le surréalisme pour transformer les structures mentales, loin de s’exclure, sont complémentaires. Leur jonction doit hâter la venue d’un âge libéré de toute hiérarchie et toute contrainte. ». Pour autant, il ne fera jamais officiellement partie du groupe surréaliste, aimant à dire « Je n’adhère qu’à moi-même ».

### Une démarche anti-commerciale
Clovis Trouille est peu connu car il ne recherchait pas la gloire : « Il est vrai que je n'ai jamais travaillé en vue d'obtenir un grand prix à une biennale de Venise quelconque, mais bien plutôt pour mériter dix ans de prison et c'est ce qui me paraît le plus intéressant. » Il ne voulait pas vendre ses toiles. Lorsqu'il consentait à s'en séparer, il souhaitait parfois les récupérer afin d'y ajouter des détails : un personnage, des objets, ou simplement un grain de beauté.

### Inspirations
Dans Remembrance (1930), il met en scène un cardinal dont le manteau pourpre s’ouvre sur des jambes de femme avec porte-jarretelles et bas noirs tandis qu’un académicien reçoit en pleine figure le pet d’un animal. Au premier plan du tableau, des squelettes de soldats en uniforme serrent dans leurs bras un lapin au pied d’une croix de bois portant comme seule inscription 1914-1918, la sale guerre où ils se sont fait tirer « comme des lapins ». Et c’est au prix de furieuses contorsions que la République détourne de sa vue la pluie de médailles qu’elle déverse du ciel.
L’humour aussi est souvent présent dans son œuvre, comme lorsqu’il met en scène ses propres funérailles (Mes funérailles), avec des titres-calembours. Ses tableaux se nourrissent aussi de références à la littérature (Le Bateau ivre) ou à la peinture classique, par exemple Le Rêve d’Alice qui renvoie au Pèlerinage à l'île de Cythère d'Antoine Watteau.
En 1969, Kenneth Tynan (en) s'inspire d'une de ses œuvres pour le titre de la revue théâtrale d'avant-garde Oh! Calcutta!, qui est un jeu de mots avec « Oh quel cul t'as ! »
En 2002, le cinéaste libertaire Jean Rollin évoque Trouille dans son film La Fiancée de Dracula.

## Œuvres
- Remembrance, exposée au Salon des artistes révolutionnaires en 1930[4].
- Oh ! Calcutta ! Calcutta !, technique mixte : collage photographique et huile (46 × 27 cm), 1946, Voir en ligne.
- Le Bateau ivre, huile sur toile (59,5 × 79,5 cm), 1942-1963, voir en ligne.

### Expositions
- 1947 : participation à l'exposition internationale surréaliste de la galerie Maeght[5].
- 1963 : première (et dernière de son vivant) exposition particulière à la galerie Raymond Cordier.
- 2007 : Clovis Trouille, un peintre libre et iconoclaste, musée de Picardie, Amiens[4].
- 2010 : Voyous, Voyants, Voyeurs, musée d’art et d’histoire Louis Senlecq.
- 2011-2012 : « Hey! modern art & pop culture », Halle Saint-Pierre, musée d'art brut et d'art singulier, Paris.
- 2015-2016 : exposition « L’Atelier de San Jeronimo à Casa del Lector », Matadero de Madrid, Fabienne Di Rocco et Eduardo Arroyo, les commissaires de l’exposition.

### Collections
- 1963 : Naufrage de la Méduse, musée national d'Art moderne, Paris.
- Musée de Picardie, Amiens.

### Vidéographie
- Martine Chaudet, Clovis Trouille, Peintre antimilitariste et anticlérical, Le Journal, Télif, 3 décembre 2009, voir en ligne.

#### Bases de données et notices
- Ressources relatives aux beaux-arts :   - AGORHA
  - Bénézit
  - Delarge
  - Museum of Modern Art
  - National Gallery of Art
  - RKDartists
  - Union List of Artist Names
- Ressources relatives au spectacle :   - Les Archives du spectacle
  - Internet Broadway Database
- Carré d'art (Nimes) : notice bibliographique.
- (ca) Anarco Efemerides : notice biographique.
- (es) Efemerides Anarquistas : notice biographique.
- Notices d'autorité :   - VIAF
  - ISNI
  - BnF (données)
  - IdRef
  - LCCN
  - GND
  - Japon
  - Pays-Bas
  - Israël
  - WorldCat